# 노먼 더글러스

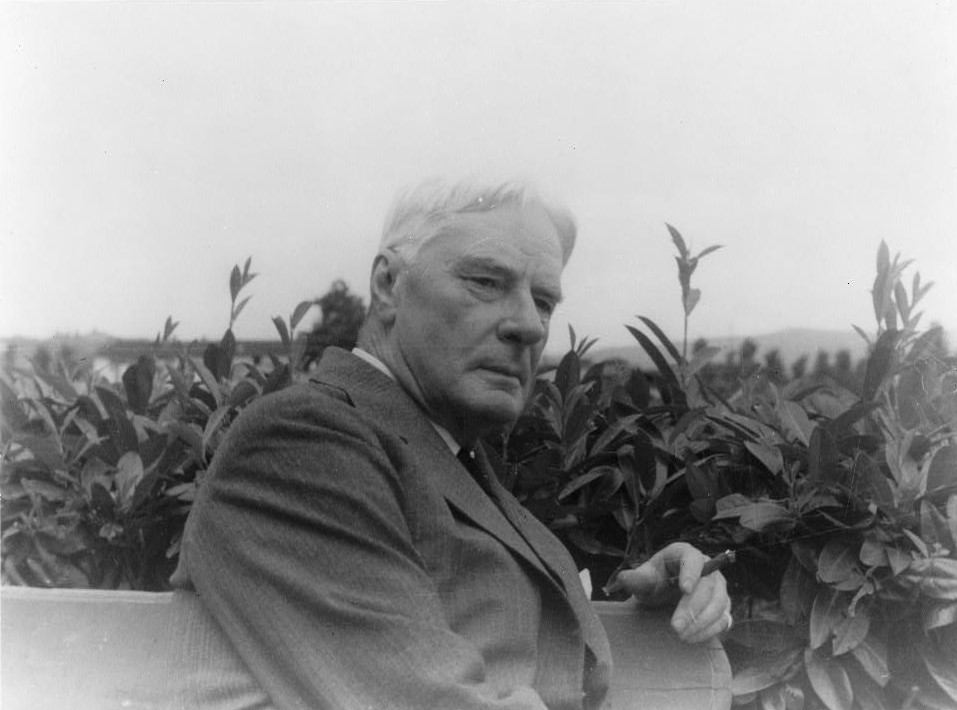

노먼 조지 더글러스 (George Norman Douglas, 1868년 12월 8일 - 1952년 2월 7일)는 영국의 소설가·외교관으로서 각국을 돌아다니면서 지질학·동물학·고고학을 연구하였다.
후에 문학에 전향하여 걸작 장편 <남풍>에 의해 유명해졌다. 이 밖에 <마녀의 나라> <유럽 기행> <회고록> 등이 있다.